# يحيى جمعة
يحيى جمعة (3 مايو 1957 - ) لاعب كرة قدم أردني يلعب في صفوف نادي الأصالة في موقع خط الوسط ويحمل الرقم 8.

## انتقالات اللاعب
| التاريخ    | النوع        | نقل من        | نقل الى       |
| ---------- | ------------ | ------------- | ------------- |
| 2012/11/29 | إنتقال       | الصريح        | شباب الأردن   |
| 2012/7/12  | إعارة        | الوحدات       | الصريح        |
| 2012/5/4   | إنتهاء إعارة | منشية بني حسن | الوحدات       |
| 2011/12/20 | إعارة        | الوحدات       | منشية بني حسن |